# みんなのニュース おきCORE
『みんなのニュース おきCORE』（みんなのニュース・おきコア）は、2015年3月30日から2018年4月1日まで沖縄テレビで夕方に放送されていた沖縄県向けのローカルワイドニュース番組（フジテレビ発の全国ニュース『みんなのニュース（週末はFNN みんなのニュース Weekend）』を内包）。

## 概要
- キー局・フジテレビが『（FNN）みんなのニュース』をスタートさせることに伴い、平日に放送されていた『OTVスーパーニュース』に替わってスタート。

## 放送時間
平日版
- 2015年3月30日 - 2018年3月30日 月曜日-金曜日 16:50-19:00

ローカルニュースは 18:14-19:00に放送
週末版
- 2015年4月4日 - 2018年4月1日 土曜日・日曜日 17:30-18:00

## キャスター
いずれも、OTVアナウンサー。

### 平日版
|           |           | 男性メイン | 男性メイン | 男性メイン | 女性メイン | 女性メイン | 女性メイン | スポーツ |
| 月・火    | 水        | 木・金     | 月・火     | 水         | 木・金     |            |            | スポーツ |
| --------- | --------- | ---------- | ---------- | ---------- | ---------- | ---------- | ---------- | -------- |
| 2015.3.30 | 2015.8.7  | 佐久本浩志 | 佐久本浩志 | 大城良太   | 金城わか菜 | 金城わか菜 | 平良いずみ | 登川二奈 |
| 2015.8.10 | 2015.9.25 | 佐久本浩志 | 佐久本浩志 | 大城良太   | 金城わか菜 | 金城わか菜 | 金城わか菜 | 稲嶺羊輔 |
| 2015.9.28 | 2016.9.30 | 大城良太   | 佐久本浩志 | 佐久本浩志 | 金城わか菜 | 金城わか菜 | 登川二奈   | 稲嶺羊輔 |
| 2016.10.3 | 2017.2.17 | 佐久本浩志 | 佐久本浩志 | 大城良太   | 金城わか菜 | 登川二奈   | 平良いずみ | 稲嶺羊輔 |
| 2017.2.20 | 2017.3.31 | 佐久本浩志 | 佐久本浩志 | 大城良太   | 登川二奈   | 登川二奈   | 平良いずみ | 稲嶺羊輔 |
| 2017.4.3  | 2018.3.30 | 佐久本浩志 | 佐久本浩志 | 大城良太   | 小林美沙希 | 小林美沙希 | 平良いずみ | 稲嶺羊輔 |

### 週末版
※2018年4月1日現在
- 土曜

大城良太・登川二奈（隔週）
- 日曜

稲嶺羊輔・小林美沙希（隔週）
- 不定期

阿佐慶涼子
佐久本浩志

## コーナー
2018年3月現在
月曜日
- CORE Spots（2016年3月まではタイトル映像に「おきCORE」は付いていなかった。2017年10月に再びVTRが変更とともに呼び名も変更）[1]

火曜日
- ひらけ！未来への扉（隔週火曜）
- 沖縄アーカイブ（毎月第2・4火曜）

県民の家庭に眠っている8mmフィルムを「沖縄アーカイブ研究所」の力を借りて復元して放送する特集コーナー。「おきCORE」終了後の2018年7月からは毎週水曜22:54 - 23:00枠のミニ番組として放送されている
水曜日
- Life（隔週水曜）
- 私の書斎から（隔週水曜）

作家や歌手、お笑い芸人等の第一線で活躍している人物が自分の「思い出」や「ターニングポイント」となった一冊の本を紹介する
木曜日
- 河川・環境シリーズ（隔週）
- アイランドスコープ（隔週）

経済のスペシャリスト「ブルームーンパートナーズ」の担当者の方々をゲストに招き、県民の暮らしに関わる様々な経済トピックスを「グローバル」や「ローカル」というスコープ（=視点）で解説していくコーナー
金曜日
- 嘉例（かりー）ニュース（月1回）

月に1度だけ、季節のハッピーニュース（思わずホッコリする出来事や明るいニュースなど）を筆文字アーティストの田場珠翠をゲストに迎えて紹介するとともに、紹介後には珠翠自らがVTRからインスピレーションを得た漢字一文字または二文字を一筆する。
また、このコーナーのみゲストの珠翠が一筆した「書」を絵葉書として視聴者プレゼントしている
- キラリ島パワー ウチナーの明日（隔週）
- 沖縄イズム（隔週金曜）

不定期
- イチキロヘラス（不定期）
- おきCORE中継（不定期）

元々は2015年10月に月曜日の企画として開始。一旦不定期になったが、2016年4月から放送が開始された『金7』とのコラボレーション企画として毎週金曜に固定、当時出演者だった女子大生モデルの田中美音と外国人モデルのジョシュが当日放送回で紹介される中継場所でリポートが行われていた（2017年3月で終了）。『金7』終了後は不定期であるが、おきCOREの1コーナーとして再開される

## 過去のコーナー
2015年3月～9月
- おきCORE版!明日は何の日!?（月曜 - 金曜）

翌日（まれに翌々日。その時は「明後日は何の日!?」に変更）が沖縄の記念日や行事がある日にOTVの映像アーカイブに保存されている映像を放送する
- 戦世から70年〜今こそ〜（水曜）

6月23日の「慰霊の日」を前に2014年7月の「OTVスーパーニュース」より継続されていた通年企画。2015年6月23日（火・慰霊の日）当日には「みんなのニュース」の17時台をOTVのみ特番に差し替えた
2016年4月～9月
- キャスタートーク（水曜を除く毎週月・火、木・金）

担当キャスターの数分間のレポートコーナー。しかし、担当キャスターの休暇時やスポーツ中継に伴う短縮版では休止される
- 月曜・そんなわかな（金城わか菜）

本人のプライベートや取材リポートを紹介。タイトルバックは実写、テーマ曲はフリッパーズギターの「恋とマシンガン」
- 火曜・良TIME（大城良太）

正式には「暮らしにいいね！ 良TIME」（タイトルバックより）視聴者からFNNビデオポストで投稿された自然や癒しの映像と本人のプライベートを紹介。タイトルバックはアメリカンコミック風イラスト
- 木曜・ニーナのこれナーニ？（登川二奈）

本人が視聴者の疑問に答える形で様々な場所やモノ、用語を紹介する。タイトルバックはイラスト（開始3週目からマスコットキャラクターのゆーたんが追加された）
- 金曜・佐久本浩志のサクット！（佐久本浩志）

ニュースで紹介された専門用語や自然現象・事柄を詳細に紹介。タイトルバックはドット風イラスト、BGMはゲーム音楽
2016年12月まで
- 横井謙典の海ありんくりん（隔週火曜）

前番組「OTVスーパーニュース」から10年近く放送されてきた長寿コーナー。水中カメラマンの横井謙典が県内のあらゆる海を探検し、そこで撮影された海洋生物の生態をフリップやＶＴＲで紹介していたが、2016年11月29日（火）放送回にて本人の事情により終了を発表。翌週の12月6日から20日放送回まで「卒業スペシャル」と題して総集編を放送し、12月20日（火）放送回をもって正式に終了した
2016年4月～2017年3月
- 「金7」予告（2016年4月15日開始・「金7」が放送される週にエンディングでキャスターの大嶺栄が概要を話す）

## OTV歴代の夕方ニュース
- 1959年11月1日開局 - 1981年4月3日 『OTVニュース』
- 1981年4月6日 - 1984年9月28日 『OTVニュース6:30』
- 1984年10月1日 - 1992年3月31日 『OTVイブニングワイド』
- 1992年4月1日 - 1997年3月30日 『OTVスーパータイム』
- 1997年3月31日 - 1998年3月27日 『OTVニュース555 ザ・ヒューマン』（平日）
- 1997年4月5日 - 1998年3月29日 『OTVニュース ザ・ヒューマン』（週末）
- 1998年3月30日 - 2002年3月29日 『OTV FNNスーパーニュース』（平日）
- 1998年4月4日 - 2001年4月1日 『OTV FNNスーパーニュース』（週末）
- 2001年4月7日 - 2008年3月30日 『OTV FNNスーパーニュースWEEKEND』（週末）
- 2002年4月1日 - 2010年3月26日 『OTVスーパーニュース FNN』（平日）
- 2008年4月5日 - 2015年3月29日 『FNNスーパーニュースWEEKEND』（週末）
- 2010年3月29日 - 2015年3月27日 『FNN OTVスーパーニュース』（平日）
- 2015年3月30日 - 2018年3月30日 『みんなのニュース おきCORE』（平日）
- 2015年4月4日 - 2018年4月1日 『FNN みんなのニュース おきCORE』（週末）
- 2018年4月2日 - 2019年3月31日 『OTVプライムニュース』（平日・週末）
- 2019年4月1日 - 現在 『OTV Live News it!』（平日・週末）